# 渡辺まあり
渡辺 まあり（わたなべ まあり、1989年8月2日 - ）は、日本のアイドルであり、女性アイドルユニット『チェリーブロッサム』、『アリス十番』、『トッピング☆ガールズ』のメンバーである。愛称はまありん。
神奈川県出身。アリスプロジェクト所属。

## 来歴
2007年6月スカウトされ芸能界入り
2011年4月より芸能事務所アリスプロジェクト(AliceProject) に所属し、同年6月11日にチェリーブロッサムのメンバーとしてデビューライブを行う。
所属事務所主催の同ライブでは、チェリーブロッサムが観客動員数1位を獲得した。続く6月19日の事務所主催ライブにおいてもチェリーブロッサムが観客動員1位を連続して獲得し、渡辺まあり本人も個人の動員数で1位を獲得した。また、9月17日の事務所主催ライブにおいても、渡辺まありが個人動員1位を獲得した。
2011年8月17日お台場合衆国でアリス十番のメンバーとしてデビューライブを行う。
2011年8月27,28日TOKYO IDOL FESTIVAL 2011でアリス十番メンバーとしてライブを行う。
2011年8月28日月刊MelodiX!でアリス十番として初の地上波デビュー。放送では、南海キャンディーズの山里亮太のファンという事で、山ちゃんの舞を披露した。
2011年7月から続いたミス東スポ2012のオーディションでは、数百名のエントリー者から選考された30人で争われた第2クールを、セミファイナル10名まで勝ち進んだ。
2011年10月30日より、桜のどか、臺真理絵と共にトッピング☆ガールズに加入。
2015年2月22日に仮面女子常設劇場での公演後に仮面女子・アリス十番からの卒業を発表。同日付の自身のブログにも記載する。実際の卒業は4月12日。

## 人物
- 趣味： 手芸、動物のお菓子作り、写真、アイドルライブに行く
- 特技： 体が柔らかい、シュガークラフト、羊毛フェルト、マカロン作成、連続Y字バランス
- 好きな食べ物： ハンバーグ
- 嫌いな食べ物： エビ、ドーナッツ
- 日本テレビ系列スッキリ!!にアリス十番のメンバーとしてVTR出演した際、番組を見たGLAYのTERUより「ヘド番長」のニックネームを付けられる。
- 中学校では同学年の男子50人のうち30人に告白された。[1]
- アリス十番メンバーで仲の良かった臺真理絵（2012年3月解雇）から2011年末に辞意を伝えられていたことを告白した[2]。
- 現在アリスプロジェクトに在籍する女性タレントでは最年長。(マネージャーへ転身した月村麗華を含めれば2番目)
- アクティオ所属時代には、「Sugar☆Pop」というユニットに入っており、そのメンバーには、瑠川リナ（旧・安西菜月）も所属していた。

## ユニット
- チェリーブロッサムのリーダー、黄色担当、貧血担当
- アリス十番
- トッピング☆ガールズ2.0
- トッピング☆ガールズGT

## 出演

### 映画
- 太陽からプランチャ（2014年） - 高橋真冬 役

### バラエティ
- テレビ東京「月刊MelodiX!」
- つながる天気予報
- スカパー アイドルから騒ぎ
- テレビ東京『女子☆ブロ』
- 日本テレビ「スッキリ!!」

### テレビドラマ
- テレビ東京「ラスト・ドクター〜監察医アキタの検死報告〜 第5話」（2014年）

### DVD
- ランボルギーニ・パラダイス 2 黄金の皇帝君臨！（ナレーション） マガジンボックス ISBN 4906735053

### WEB
- ZAKZAK
- あっ!とおどろく放送局『あやかとまありのNo Idol! No Life! 』
- merryland(ヘアモデル)
- 目指せ!!グラビアカメラマン
- Yahoo!グラビア天気予報
- モバコレ(ファッション通販サイト)
- ヤングチャンピオン
- 裏ヤンマガ
- 週プレnet

## 雑誌
- 週刊プレイボーイ（集英社）
- ヤングチャンピオン （秋田書店）
- 金のEX（大洋図書）
- PopSister（角川春樹事務所）
- Beppin School（ジーオーティー）
- NICKY（セブン&アイ出版）
- color☆para
- Cool-up（音楽専科社）

## 関連商品
- カントリーマアリ♥～マアリを食べてヘドバン一発！～（チーズケーキ専門店デボンポートのコラボ商品）